# Manchester (Kansas)
Manchester – miejscowość w Stanach Zjednoczonych w stanie Kansas, w hrabstwie Dickinson.